# Gebochelde spinkrab
De gebochelde spinkrab (Pisa armata) is een krab uit de familie Pisidae (vroeger een onderfamilie van de Majidae), die zeer zeldzaam is voor de Belgische kust. Voor de Nederlandse kust werd deze soort nog niet waargenomen.

## Anatomie
De gebochelde spinkrab heeft een driehoekige tot ruitvormige carapax, waarvan de lengte maximaal 55 mm bedraagt. Ze bezit kortgesteelde ogen die terugklapbaar zijn. De voorste rand van het rugschild bezit een lang tweetandig rostrum. Deze tanden buigen distaal van elkaar weg. De schaarpoten zijn vrij dik en meestal langer dan het eerste paar looppoten (pereopoden). Die looppoten zijn sterk behaard en bestekeld en begroeid met allerlei epifauna.

De gebochelde spinkrab is meestal lichtbruin tot roodbruin gekleurd.

## Verspreiding en ecologie
De gebochelde spinkrab komt voor op harde substraten, al dan niet begroeid met algen, vanaf de getijdenzone tot op 90 m diepte.
Ze voeden zich voornamelijk met algen en hydroïdpoliepen (Hartnoll 1963). Ook borstelwormen staan op het menu.

Het is een zuidelijk Oost-Atlantische soort die voorkomt van Groot-Brittannië, zuidwaarts tot Angola en ook in de Middellandse Zee. In Nederland werd de Gebochelde Spinkrab gevonden op het strand van Zandvoort op 23 december 2023.